# ويتلو

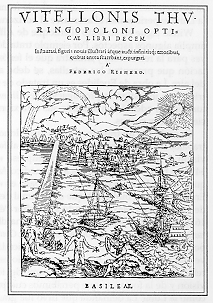
غلاف عشر كتب في البصريات لويتلو.

 ويتلو  (بالإنجليزية: Witelo)‏ (ولد تقريبًا عام 1230، وتوفي بين عامي 1280 و1314) راهب وعالم لاهوت وفيزيائي وفيلسوف ورياضياتي بولندي، يعد من الشخصية الهامة في تاريخ الفلسفة في بولندا. وقد خلد اسمه بإطلاق اسمه على فوهة على القمر.
درس ويتلو في جامعة بادوا حوالي عام 1260، ثم ذهب إلى فيتيربو، حيث أقام صداقة مع وليام من مويربيك، المترجم لأعمال أرسطو. ويعد أفضل أعمال ويتلو هو كتابه في علم البصريات "Perspectiva"، الذي كتبه بين عامي 1270-1278. اعتمد ويتلو في هذا الكتاب بشكل كبير على أعمال العالم المسلم ابن الهيثم، وتأثر بأعماله في وقت لاحق العديد من العلماء، ولا سيما يوهانس كيبلر. كانت هذا الكتاب قريب الشبه بكتاب المناظر لابن الهيثم، وكلاهما طبعها فريدريش ريزنر باللاتينية في بازل عام 1572. وقد اعتمد لورنزو غبريتي على كتاب ويتلو في كتابه «التعليق الثالث»، كما احتوى كتاب ويتلو على بعض المواد في علم النفس، واشتمل كتابه على مناقشات ميتافيزيقية أفلاطونية.